# Episodi di Bayside School - Un anno dopo
La prima ed unica stagione del telefilm Bayside School - Un anno dopo è andata in onda negli USA dal 14 settembre 1993 all'8 febbraio 1994 sulla NBC (l'episodio pilota, tuttavia, era già stato trasmesso in anteprima il 22 maggio 1993, assieme all'ultimo episodio della serie originale). In Italia è stata trasmessa dall'11 gennaio al 6 febbraio 1995 dal canale privato Italia 1.
| nº | Titolo originale               | Titolo italiano           | Prima TV USA      | Prima TV Italia |
| -- | ------------------------------ | ------------------------- | ----------------- | --------------- |
| 1  | Pilot                          | Finalmente matricole      | 22 maggio 1993    | 11 gennaio 1995 |
| 2  | Guess who's Coming to College? | Chi troppo vuole          | 14 settembre 1993 | 12 gennaio 1995 |
| 3  | Zack Lies and Videotape        | Cosa vogliono le donne    | 14 settembre 1993 | 13 gennaio 1995 |
| 4  | Rush Week                      | Una settimana frenetica   | 21 novembre 1993  | 16 gennaio 1995 |
| 5  | Slater's War                   | Nessuno è perfetto        | 5 ottobre 1993    | 17 gennaio 1995 |
| 6  | The Homecoming                 | Campione senza valore     | 5 ottobre 1993    | 18 gennaio 1995 |
| 7  | The Poker Game                 | Mister Poker              | 12 ottobre 1993   | 19 gennaio 1993 |
| 8  | Prof. Zack                     | I ragazzi del calendario  | 19 ottobre 1993   | 20 gennaio 1995 |
| 9  | Screech Love                   | Bella, ricca e famosa     | 26 ottobre 1993   | 23 gennaio 1995 |
| 10 | Dr. Kelly                      | Ritorno alla grande       | 2 novembre 1993   | 24 gennaio 1995 |
| 11 | A Thanksgiving Story           | Giorno del ringraziamento | 23 novembre 1993  | 25 gennaio 1995 |
| 12 | Teacher's Pet                  | Babysitter per amore      | 7 dicembre 1993   | 26 gennaio 1995 |
| 13 | Kelly and the Professor        | Compatibilità di coppia   | 14 dicembre 1993  | 27 gennaio 1995 |
| 14 | A Question of Ethics           | Una questione di etica    | 21 dicembre 1993  | 30 gennaio 1995 |
| 15 | The Rave                       | Party da sballo           | 4 gennaio 1994    | 31 gennaio 1995 |
| 16 | Bedside Manner                 | Malato per gelosia        | 11 gennaio 1994   | 1 febbraio 1995 |
| 17 | Love and Death                 | Amore e morte             | 22 gennaio 1994   | 2 febbraio 1995 |
| 18 | Marry Me                       | La nave dell'amore        | 8 febbraio 1994   | 3 febbraio 1995 |
| 19 | Wedding Plans                  | Preparativi di nozze      | 8 febbraio 1994   | 6 febbraio 1995 |